# アニメ女子部
アニメ女子部（アニメじょしぶ）はアニメ専門チャンネル・AT-Xで放映されている女性向けアニメ放映枠である。

## 概要
AT-Xの親会社であるテレビ東京が、2006年10月改編より女性向けアニメ（深夜アニメ）を増やす方針を打ち出したことに影響されて、AT-Xでも独立UHF局向けの女性向けアニメ作品を放映する際に、声優の谷山紀章をナビゲーターに迎えての実写パートを追加したのが、この『アニメ女子部』である（ただし後にテレビ東京で放映された女性向け深夜アニメなども放映するようになった）。
公式サイトでは『部員』を募集している（要AT-X視聴環境。各種特典あり）。
同年10月に開始された『マージナルプリンス〜月桂樹の王子達〜』を皮切りに、さらに2007年4月13日からは『セイント・ビースト〜光陰叙事詩天使譚〜』の放送開始にともない、放送時間が1時間の2部構成となり、新たに設けられた第2部（2008年から2012年までは第3部）のナビゲーターは同じく声優の羽多野渉が担当している。
3月14日から『鎧伝サムライトルーパー』をはさんで3部構成の2時間枠になる。この枠は2009年10月23日から長らく『FAIRY TAIL』が放送されていたが2012年10月に行われた全番組枠の大幅な改編に伴い放送時間が移動したため1時間30分枠となった。
2010年に放送された「薄桜鬼」及び「薄桜鬼 碧血録」でも「アニメ乙女部」と題して同様に森久保祥太郎によるナビゲートが行われていた。

## ナビゲーター
- 第1部（新第1部）
  - 中村悠一（2008年2月8日 - 2010年4月9日）
  - 安元洋貴（2010年4月16日 - ）
- 第2部（旧第2部→第3部）
  - 羽多野渉（2007年4月13日 - ）
- 第3部（旧第1部→第2部）
  - 谷山紀章（2006年10月20日 - 2008年1月4日）
  - 吉野裕行（2008年1月11日 - ）

## 放映時刻
2006年10月20日 - 2007年4月6日
- 本放送：毎週金曜10時00分 - 10時30分
- 再放送：毎週金曜21時00分 - 21時30分、毎週火曜14時00分 - 14時30分、24時00分 - 24時30分

2007年4月13日 - 2008年2月5日
- 本放送：毎週金曜10時00分 - 11時00分（2部構成）
- 再放送：毎週金曜21時00分 - 22時00分、毎週火曜14時00分 - 15時00分、24時00分 - 25時00分

2008年2月8日 - 2009年3月27日
- 本放送：毎週金曜9時00分 - 11時00分（3部構成）
- 再放送：毎週金曜20時00分 - 22時00分、毎週火曜13時00分 - 15時00分、23時00分 - 25時00分

2009年4月3日 - 2012年9月28日
- 本放送：毎週金曜8時00分 - 10時00分（3部構成）
- 再放送：毎週金曜20時00分 - 22時00分、毎週火曜14時00分 - 16時00分、26時00分 - 28時00分

2012年10月4日 - 2015年3月31日
- 本放送：毎週金曜20時00分 - 21時30分（3部構成）
- 再放送：毎週日曜7時00分 - 8時30分、毎週火曜26時00分 - 27時30分、毎週木曜14時00分 - 15時30分

当時の第2部と第3部の放送時間を入れ替えた。
2015年4月1日 - 2017年10月2日
- 本放送
  - 第1部：毎週金曜20時00分 - 21時30分
  - 第2部：毎週月曜20時00分 - 21時30分
  - 第3部：毎週火曜20時00分 - 21時30分
- 再放送
  - 第1部：毎週月曜12時00分 - 12時30分、木曜4時00分 - 4時30分（水曜深夜）
  - 第2部：毎週水曜12時00分 - 12時30分、土曜4時00分 - 4時30分（金曜深夜）
  - 第3部：毎週木曜12時00分 - 12時30分、日曜4時00分 - 4時30分（土曜深夜）

AT-X全体の改編により、3部ともに別の曜日で放送。
2017年10月6日 -
- 本放送 : 毎週金曜20時30分 - 21時00分

- 再放送 : 毎週月曜12時30分 - 13時00分、木曜4時30分 - 5時00分（水曜深夜）

改編により3人のナビゲーターが交代で1作品を紹介。

## 放映作品リスト
太字は3ヶ月以内に遅れネットで放送した当時の新作アニメ。斜字は過去にAT-Xで放送した作品。
第1部
- 『破天荒遊戯』（2008年2月8日 - 4月11日）
- 『BUS GAMER』（2008年4月18日 - 5月2日）
- 『あまつき』（2008年5月9日 - 8月1日）
- 『TRIGUN』（2008年8月8日 - 2009年1月30日）
- 『Devil May Cry』（2009年2月6日 - 4月24日）
- 『純情ロマンチカ』（2009年5月1日 - 7月17日）
- 『純情ロマンチカ2』（2009年7月24日 - 10月9日）
- 『ミラクル☆トレイン～大江戸線へようこそ～』（2009年10月16日 - 2010年1月8日）
- 『好きなものは好きだからしょうがない!!』（2010年1月15日 - 4月9日）
- 『僕等がいた』（2010年4月16日 - 10月8日）
- 『イタズラなKiss』（2010年10月15日 - 2011年4月5日）
- 『世界一初恋』（2011年4月15日 - 7月1日）
- 『うたの☆プリンスさまっ♪ マジLOVE1000％』 （2011年7月8日 - 9月30日）
- 『世界一初恋2』（2011年10月14日 - 12月30日）
- 『魍魎の匣』（2012年1月6日 - 3月30日）
- 『神霊狩/GHOST HOUND』（2012年4月6日 - 8月31日）
- 『おにいさまへ…』（2012年9月7日 - 2013年5月31日）
- 『彩雲国物語 第1シリーズ』（2013年6月7日 - 2014年2月28日）
- 『彩雲国物語 第2シリーズ』（2014年3月7日 - 11月28日）
- 『鬼灯の冷徹』（2014年12月5日 - 2015年2月27日）
- 『LOVELESS』（2015年3月6日 - 5月22日）
- 『LOVE STAGE!!』（2015年5月29日 - 7月31日）
- 『NANA-ナナ-』（2015年8月7日 - 2016年7月15日）
- 『LEGEND OF BASARA』（2016年7月22日 - 10月14日）
- 『働きマン』（2016年10月21日 - 12月30日）
- 『西洋骨董洋菓子店〜アンティーク〜』（2017年1月6日 - 3月24日）
- 『Paradise Kiss』 (2017年4月14日 - 6月30日)
- 『うさぎドロップ』 (2017年7月7日 - 9月15日)

第2部（旧第2部→第3部）
- 『セイント・ビースト〜光陰叙事詩天使譚〜』（2007年4月13日 - 7月6日）
- 『セイント・ビースト〜聖獣降臨編〜』（2007年7月13日 - 8月17日）
- 『セイント・ビーストOVA〜幾千の昼と夜編〜』（2007年8月24日・31日）
- 『セイント・ビースト〜光陰叙事詩天使譚〜』（2007年9月7日 - 11月30日）
- 『シャイニング・ティアーズ・クロス・ウィンド』（2007年12月7日 - 2008年2月29日）
- 『学園ヘヴン』（2008年3月7日 - 5月30日）
- 『ヴァンパイア騎士』（2008年6月6日 - 8月29日）
- 『夏目友人帳』（2008年9月5日 - 11月28日）
- 『ヴァンパイア騎士Guilty』（2008年12月5日 - 2009年2月27日）
- 『続夏目友人帳』（2009年3月6日 - 5月29日）
- 『ウルフズレイン』（2009年6月5日 - 12月25日）
- 『BLACK CAT』（2010年1月1日 - 6月11日）
- 『X』（2010年6月18日 - 12月3日）
- 『咎狗の血』（2010年12月10日 - 2011年2月25日）
- 『幻想魔伝 最遊記』（2011年3月4日 - 2012年2月10日）
- 『最遊記RELOAD』（2012年2月17日 - 8月3日）
- 『最遊記RELOAD GUNLOCK』（2012年8月10日 - 2013年2月1日）
- 『光の伝説』（2013年2月8日 - 6月14日）
- 『花咲ける青少年』（2013年6月21日 - 2014年3月28日）
- 『あずきちゃん 第1期』（2014年4月4日 - 12月26日）
- 『あずきちゃん 第2期』（2015年1月2日 - 9月28日）
- 『あずきちゃん 第3期』（2015年10月5日 - 2016年6月27日）
- 『お伽草子』（2016年7月4日 - 12月26日)
- 『幕末機関説 いろはにほへと』（2017年1月9日 - 7月3日）
- 『ツキウタ。 THE ANIMATION』 (2017年7月10日 - 10月2日）

第3部（旧第1部→第2部）
- 『マージナルプリンス〜月桂樹の王子達〜』（2006年10月20日 - 2007年1月12日）
- 『少年陰陽師』（2007年1月19日 - 7月13日）
- 『金色のコルダ〜primo passo〜』（2007年7月20日 - 2008年1月4日）
- 『北へ。〜Diamond Dust Drops〜』（2008年1月11日 - 3月28日）
- 『ネオ アンジェリーク Abyss』（2008年4月11日 - 7月4日）
- 『ネオ アンジェリーク Abyss -Second Age-』（2008年7月11日 - 10月3日）
- 『伯爵と妖精』（2008年10月10日 - 12月26日）
- 『KAIKANフレーズ』（2009年1月2日 - 10月30日）
- 『まっすぐにいこう。』（2009年11月6日 - 2010年1月1日）
- 『吟遊黙示録マイネリーベ』（2010年1月8日 - 4月2日）
- 『吟遊黙示録マイネリーベwieder』（2010年4月9日 - 7月2日）
- 『PandoraHearts』（2010年7月9日 - 12月24日）
- 『キノの旅 -the Beautiful World-』（2010年12月31日 - 2011年3月25日）
- 『ヒートガイジェイ』（2011年4月1日 - 9月23日）
- 『裏切りは僕の名前を知っている』（2011年9月30日 - 2012年3月9日）
- 『秘密 〜The Revelation〜』（2012年3月16日 - 9月7日）
- 『今日からマ王! 第1シリーズ』（2012年9月14日 - 2013年6月21日）
- 『今日からマ王! 第2シリーズ』（2013年6月28日 - 2014年3月7日）
- 『今日からマ王! 第3シリーズ』（2014年3月14日 - 12月5日）
- 『今日からマ王! R』（2014年12月12日 - 2015年1月9日）
- 『CØDE:BREAKER』（2015年1月16日 - 2015年4月14日）
- 『アルカナ・ファミリア』（2015年4月21日 - 7月7日）
- 『神々の悪戯』（2015年7月14日 - 9月29日）
- 『GANGSTA.』（2015年10月6日 - 12月22日）
- 『山田くんと7人の魔女』（2015年12月29日 - 2016年3月15日）
- 『それでも世界は美しい』（2016年3月22日 - 6月7日）
- 『OVA BROTHERS CONFLICT』（2016年6月14日 - 6月21日）
- 『クラスターエッジ』（2016年6月28日 - 2017年1月3日）
- 『xxxHOLiC』（2017年1月10日 - 6月20日)
- 『xxxHOLiC◆継』 (2017年6月27日 - 9月19日）

## 実写パート
- アニメ本編に入る前に、ナビゲーターが放送される作品の簡単なあらすじ・前回の内容を交えた1分ほどの実写パートが流れる。
- アニメ本編終了後の方にはミニコーナーが設けられており、部員（視聴者）からハガキやメールを募っている。このミニコーナーは定期的に内容が変更される。
- また、この実写パートは2010年2月～3月の間に3部→2部→1部の順に順次ハイビジョン化された。

## 特別番組
アニメ女子部 春の番外編～ネオ アンジェリークAbyss放送直前SP～（2008年4月4日初放送）
同年3月22日に開催された「東京国際アニメフェア2008」での「ネオ アンジェリークAbyss」ステージを中心に放送。
アニメ女子部 罰ゲーム特番!ゴールデンウィークに、ぬるっとSP（2009年5月3日初放送）
同年3月22日に開催された「東京国際AT-Xフェア～春、一番！～」内での対決で負けた吉野に対する罰ゲーム。
アニメ女子部 男子3人夏物語 吉野、中村ときどき羽多野!いやーん旅行はおバカンスSP（2009年8月23日初放送）
吉野、中村、羽多野の3人が羽多野の車で日帰りの温泉旅行へ出掛ける内容。
アニメ女子部 中村悠一特番 冷静と情熱と大陸のあいだに…SP(2010年4月2日初放送)
中村の番組卒業を記念して、情熱大陸のパロディで実写パートの収録の様子を放送。
ほか、東京マーブルチョコレートをAT-Xで初放送した際、中村による絵本の朗読を直前に放送している。
アニメ女子 おうちカフェ部
吉野、安元、羽多野が女性ゲストを迎えて料理対決をする（2話構成）